# Carmelo Ezpeleta
Carmelo Ezpeleta Peidro (Barcelona, España; 17 de julio de 1946) es un dirigente deportivo relacionado con el automovilismo y el motociclismo catalán y español, y conocido mundialmente por ser el actual consejero delegado de Dorna Sports, promotora del Campeonato Mundial de Motociclismo.

## Trayectoria
De origen Vasco por línea paterna, ha sido cinco veces campeón de España de Cesta punta con el equipo catalán y dos veces campeón de Cataluña, además de piloto y copiloto de automovilismo. Durante los últimos años del circuito de Montjuïc fue el impulsor del circuito de Calafat, inaugurado en 1974, que dirigió hasta 1981. Fue también director general del circuito del Jarama y de las actividades deportivas del RACE (1978-1988) donde se encargó de la organización, entre otras carreras, de los grandes premios de España de Fórmula 1 y de motociclismo disputados en ese circuito. A su vez, organizó el Rally de España y creó el Campeonato de España de rallyes de tierra y el equipo de rallyes de Ford España, con el que Carlos Sainz debutó en el Campeonato del Mundo de especialidad. 
En 1988 fue nombrado director general del consorcio encargado de la construcción del Circuit de Catalunya y director deportivo del Real Automóvil Club de Catalunya (RACC), donde fue el máximo responsable de la organización del paso del Rally Dakar por Barcelona y de la Baja Aragón . También consiguió que el Rally Catalunya puntuara para el Mundial.  En 1991 entró en la empresa de gestión deportiva Dorna Sports, como responsable de los deportes de motor. En 1998 fue nombrado consejero delegado y, desde entonces, la empresa se ha concentrado en la organización del Campeonato del Mundo de motociclismo .  En 2019 fue nombrado FIM Legend.
A principios de abril de 2024, Dorna Sports pasó a estar controlada por el fondo de inversión Liberty Media, propietario también de la Fórmula 1, con una inversión de 3.600 millones de euros por el 86% de la sociedad. El 14% restante siguió en manos del equipo directivo, encabezado por Carmelo Ezpeleta.